# Онгри
Онгри (фр. Angrie) насеље је и општина у западној Француској у региону Лоара, у департману Мен и Лоара која припада префектури Сегре.
По подацима из 2011. године у општини је живело 972 становника, а густина насељености је износила 23,75 становника/km². Општина се простире на површини од 40,93 km². Налази се на средњој надморској висини од 64 метара (максималној 88 m, а минималној 36 m).

## Демографија
| 1962. | 1968. | 1975. | 1982. | 1990. | 1999. | 2011. |
| ----- | ----- | ----- | ----- | ----- | ----- | ----- |
| 923   | 925   | 787   | 704   | 700   | 678   | 972   |

График промене броја становника у току последњих година